# تشاونسي غودريش
تشاونسي غودريش هو محامي وسياسي أمريكي، ولد في 20 أكتوبر 1759 في دورهام في الولايات المتحدة، وتوفي في 18 أغسطس 1815 في هارتفورد في الولايات المتحدة. نشط حزبياً في الحزب الفيدرالي الأمريكي.

## مناصب
- انتخب عضو مجلس الشيوخ الأمريكي [الإنجليزية]‏ عن دائرة Connecticut Class 3 senate seat ‏ وقد انضم خلال فترته النيابية [الإنجليزية]‏ (4 مارس 1813 – 13 مايو 1813) للكتلة البرلمانية الحزب الفيدرالي الأمريكي.
- انتخب عضو مجلس الشيوخ الأمريكي [الإنجليزية]‏ عن دائرة Connecticut Class 3 senate seat ‏ وقد انضم خلال فترته النيابية [الإنجليزية]‏ (4 مارس 1811 – 4 مارس 1813) للكتلة البرلمانية الحزب الفيدرالي الأمريكي.
- انتخب عضو مجلس الشيوخ الأمريكي [الإنجليزية]‏ عن دائرة Connecticut Class 3 senate seat ‏ وقد انضم خلال فترته النيابية [الإنجليزية]‏ (4 مارس 1809 – 4 مارس 1811) للكتلة البرلمانية الحزب الفيدرالي الأمريكي.
- انتخب عضو مجلس الشيوخ الأمريكي [الإنجليزية]‏ عن دائرة Connecticut Class 3 senate seat ‏ وقد انضم خلال فترته النيابية [الإنجليزية]‏ (25 أكتوبر 1807 – 4 مارس 1809) للكتلة البرلمانية الحزب الفيدرالي الأمريكي.
- انتخب عضو مجلس نواب كونيتيكت ‏.